# Vulpia geniculata
Vulpia geniculata é uma espécie de planta com flor pertencente à família Poaceae. 
A autoridade científica da espécie é (L.) Link, tendo sido publicada em Hortus Regius Botanicus Berolinensis 1: 148. 1827.

## Portugal
Trata-se de uma espécie presente no território português, nomeadamente em Portugal Continental e no Arquipélago da Madeira.
Em termos de naturalidade é nativa de Portugal Continental de introduzida no Arquipélago da Madeira.

## Protecção
Não se encontra protegida por legislação portuguesa ou da Comunidade Europeia.